# Свети Николай (Потсдам)
Църквата „Свети Николай“ (на немски: St. Nikolaikirche [Сант Николайкирхе]) е евангелски храм, защитен като паметник на културата, посветен на свети Николай Чудотворец, се намира на площад „Стар пазар“ в Потсдам. Кръстокуполната църквата в класицистичен стил е проектиран по планове на Карл Фридрих Шинкел през годините 1830–1837 г. Извисяващият се високо над покривите на града барабанен купол на 77-метровата сграда е построен между 1843 и 1850 година. Ръководството на строителството е поето от Лудвиг Персиус и после от Фридрих Август Щюлер през 1845 г.
Към края на Втората световна война сградата е ударена по време на въздушен набег в Потсдам и след това е силно увредена от съветски артилерийски огън. След дългогодишна реконструкция църквата на евангелската енория в Потсдам е осветена наново през 1981 г. и оттогава е отворена всекидневно за посетители. Освен богослужения, в църквата се провеждат също концертни мероприятия.

## Галерия
- „Св. Николай“ през 1771 г.
- „Св. Николай“ през 1838 г.
- Църквата в периода между световните войни (1918-1939 г).
- Църквата след Втората световна война
- Църквата „Св. Николай“ и вдясно от нея – Старото кметство на Потсдам, 2017 г.
- Панорамна снимка отвътре, 2015 г.
- Куполът отвътре
- Главният орган